# 坂野達郎
坂野 達郎（さかの たつろう）は、日本の社会工学者。東京工業大学環境・社会理工学院教授。元日本計画行政学会会長。

## 人物・経歴
1979年東京工業大学工学部社会工学科卒業。1987年東京工業大学大学院総合理工学研究科システム科学専攻博士課程修了、工学博士、東京工業大学助手。1989年日本社会事業大学講師。1990年日本計画行政学会奨励賞受賞。1992年日本社会事業大学助教授。1996年東京工業大学助教授。2000年日本社会情報学会優秀論文賞受賞。2004年日本計画行政学会論文賞受賞。2018年日本計画行政学会会長。同年数理社会学会論文賞受賞。